# 反殘酷運動聯盟
反殘酷運動聯盟（英語：League Against Cruel Sports）是一個反對血腥運動的動物福利組織。它也活躍於禁止動物陷阱的製造、銷售和使用，最終目的禁止商業性的狩獵運動。其著名的支持者包括素食主義者保羅·麥卡特尼、 比爾·奧迪、烏力·傑勒和傑瑪·阿特金森。
2003年，蘇格蘭演員安妮特·克羅斯比OBE出任聯盟董事長。

## 相關運動

### 狩獵
儘管2004年通過了狩獵法案，仍然有遊說團體試圖令該法案廢止。反殘酷運動聯盟的很多活動都是爲了確保該法無恙。2009年9月，該聯盟發起一項叫做“保留殘酷歷史”（Keep Cruelty History）的運動，其主要目的是提醒在下一年大選中當地候選人不要忘記對此做一些保證。該聯盟提供人民以渠道舉報任何涉嫌違反狩獵法案的嫌疑人。通過舉報得到的信息會在合適的地方對公眾貼出。反殘酷運動聯盟也維護著一個志願者網絡，用以監督和記錄狩獵行為，這在提請訴訟時可能是有幫助的。

### 捕獵
這裡捕獵是指使用編制的圈套來捕捉被認為是有害的動物。圈套的設計會絞死陷於其中的動物，並且在死前導致巨大的痛苦。 一般獵場看守會用它來捕捉狐狸、兔子和白鼬，然而很多被保護的哺乳動物諸如獾和水獺以及家畜甚至寵物都會被誤捕。儘管在大多數歐洲國家都被禁止了，但是在英國卻依然合法。該聯盟認為捕獵是殘酷、完全盲目和無必要的，並且呼籲在英國將其終結。

### 鬥狗
雖然1835年就在英國被禁止了，這一活動在英國的一些地區仍有市場。鬥狗用的狗因飢餓和勞累等野蠻訓練而變得兇殘，如果顯得衰弱或者不夠有侵略性就會被射殺。如果未能死於槍傷，這些狗就會被用別的手段處死，例如電椅等。反殘酷運動聯盟的目標是提高英國公民對這一運動的認識 。2010年8月，該聯盟設立了一天新的電話線路用於舉報相關事件。

### 獵鳥
每年都有大量鳥類死於獵鳥運動，在英國每年有超過3,500萬野雞和650萬松雞被用作獵鳥的活靶子。這些鳥類一開始被養在層式雞籠里，根據反殘酷運動聯盟網站所說，“痛苦並不會在這裡停止-所有這些野生動物都會以控制捕食動物的名義遭到射殺。”該聯盟通過組織運動來控制相關工業，它也通過調查來曝光相關事件。

### 鬥牛
反殘酷運動聯盟在尋找能鬥牛這一運動從世界上每個角落消失的方法，它不支持任何任何資助、或者和鬥牛有關的企業，同時也致力於提高公眾對鬥牛的殘忍的認識。該聯盟促進了世界範圍內的反鬥牛保證書的簽署，任何簽署者都不得在任何地方觀看鬥牛。

### 用動物進行比賽
反殘酷運動聯盟並不完全反對賽靈緹，但是認為這一運動有太多黑暗面。每年都有成千的格雷伊獵犬失蹤和受到傷害。該聯盟認為這一運動需要做出改變，比如對相關工業進行整頓、建立專門的監督機構以及徵收相關的稅。

### 戰利品狩獵
戰利品狩獵（Trophy hunting）是一種跟蹤獵和獵殺野生動物的運動，反殘酷運動聯盟宣稱這一價值數百萬英鎊的國際工業造成了一些世界上最瀕危的物種的減少，並且發起了相關運動。該聯盟曝光了提供戰利品狩獵的一些不列顛旅遊公司，并進行了很多世界範圍的關於戰利品狩獵的調查。

## 歷史

### 起初的憲章
1924年，該聯盟發佈了以下憲章，統稱“What We Stand For”：
- 我們的原則：以運動為目的傷害有感情的動物，無論直接還是間接，都是血腥殘暴的。
- 我們譴責：獵狐、獵水獺、獵鹿、獵熊、獵兔和獵野兔，因為他們從事這項殘酷的運動只是爲了自己的樂趣，並且它也有損於國家利益。
- 我們支持并推薦：一切乾淨的人類運動，例如足球、板球、高爾夫、賽跑、游泳、童子軍活動、登山等等。
- 我們強烈推薦：以追獵作為狩獵動物的代替品，同時我們也呼籲獵手們接受它。
- 被施涂血禮的兒童：我們抗議狩獵人士做出的不僅是對兒童，也是對整個社會團體的侮辱行為——譬如用狐狸或其他被獵殺的動物的血蹭臟兒童的臉，我們發誓要終止這個敗壞道德的習俗。

### 時間表
- 1923年，亨利·阿莫斯對獵兔發起了一場抗議，而且成功地獲得了支持并達到了禁止獵兔的目標，這使得他備受鼓勵，便和歐内斯特·貝爾一起建立了反殘酷運動聯盟，地址在莫登（現在是倫敦郊區）。當時儘管很多血腥運動諸如嗾狗逗牛戲、逗熊戲和鬥鶏在當時都已經被禁止了。但是動物保護法卻只限於家養和圈養的動物，而皇家防止虐待動物協會並無意於禁止狩獵。
- 1927年，會員數達到1,000。[25]
- 1932年，因為意見不同，歐内斯特·貝爾退會，轉而成立了國家廢除殘酷運動協會（National Society for the Abolition of Cruel Sports）。
- 1948年，演員 伊馮·阿爾諾成為聯盟董事，她任職到1951年。[26]
- 1959年，起該聯盟開始購置土地為被捕獵的動物提供自然保護區，主要集中在埃克斯穆爾高地和匡托克丘陵。現在該聯盟擁有大約40個野生動物保護區。[27]
- 1960年，聯盟贊助人帕特里克·穆爾向皇家防止虐待野生動物協會提出了一項反狩獵的請求，但是沒有通過。[26]
- 1967年，唐納德·索普爾成為聯盟董事，直到他1997年去世，共任職30年。
- 1975年，一個由聯盟支持的一個反獵野兔的提案在下議院獲得通過，但在上議院被駁回。
- 1989年，作為“安全的獾洞”（Safe Setts）行動的一部份，與皇家防止虐待動物協會、世界自然基金組織、皇家自然保護協會以及Badger Trust合作為獾在未來提供保護。[28]
- 2001年，週日電訊報報導了一個聯盟成員因在Hillgrove Farm製造暴力混亂而被捕的消息，隨後超過1,000名抗議者聚集到了該農場並與400名警察發生了衝突。[29]
- 2003年，演員安妮特·克羅斯比成為聯盟董事。
- 2005年，隨著狩獵法案生效，在英格蘭和威爾士獵狐成為非法運動。同年該聯盟承認由他們餵養的300頭鹿被傳染了牛結核病。[30]
- 2006年，一名攜帶獵狐犬的獵人因非法獵狐被該聯盟提起自訴而定罪。[31][32]
- 2009年，宣佈一項新的針對鬥狗的運動，當時有報導稱倫敦的鬥狗運動數量出現上升。
- 2010年，反殘酷運動聯盟更換標誌。

## 爭論
1980年代末期，反殘酷運動聯盟常務董事Richard Course因發表了與聯盟宗旨不符的言論而被解雇，而後他便開始接近一些獵狐者幷發表了一些關於獵狐的描述。James Barrington在聯盟內時曾譴責Course的行為，但是他後來從聯盟辭職退出，宣稱完全禁止狩獵不能給野生動物帶來最大利益。他後來以動物福利顧問的身份加入了鄉村聯盟（Countryside Alliance）。Barrington承認他並不完全懂得狩獵所以無權完全否定它，此外他認為反殘酷運動聯盟的行動有時涉及個人利益。

## 外部連結
- 反殘酷運動聯盟官方網站（页面存档备份，存于）
- Hunting Culture: A Former LACS Official explain why LACS is wrong
- League Against Cruel Sports weblog（页面存档备份，存于）
- History of the League Against Cruel Sports（页面存档备份，存于）
- Copy of publication by Clifford Pellow, former huntsman（页面存档备份，存于）
- Horse & Hound: Anti turns pro: "Miles Cooper"（页面存档备份，存于）
- Horse & Hound: Anti turns pro: "Graham Sirl speaks out"（页面存档备份，存于）
- League Against Cruel Sports weblog（页面存档备份，存于）
- History of the League Against Cruel Sports（页面存档备份，存于）
- Copy of publication by Clifford Pellow, former huntsman（页面存档备份，存于）
- Official YouTube channel（页面存档备份，存于）